# SUPERSONIC Aero 4U
SUPERSONIC Aero 4U ist ein deutsches E-Commerce-Unternehmen mit Sitz in Dortmund, das sich auf Aviation-Fashion und Luftfahrt-Accessoires spezialisiert hat.

## Geschichte
SUPERSONIC Aero 4U wurde 2022 in Dortmund, Nordrhein-Westfalen, als Online-Unternehmen gegründet. Das Unternehmen ist online registriert und operiert vollständig als E-Commerce-Geschäft ohne physische Verkaufsstellen. 

## Unternehmen

### Geschäftsmodell
Das Unternehmen arbeitet nach dem Print-on-Demand-Modell und führt keine physischen Lagerbestände. Die Produktion erfolgt erst nach Bestelleingang über externe Druckdienstleister. Der Vertrieb erfolgt ausschließlich über den eigenen Onlineshop.

### Produkte und Dienstleistungen
Das Produktsortiment umfasst über viele verschiedene luftfahrt-spezifische Designs und gliedert sich in folgende Kategorien:
- Bekleidung: T-Shirts (über 42 Designs), Hoodies und Sweatshirts (26 Designs), Caps, Sportbekleidung
- Accessoires: Handyhüllen, Laptop-Sleeves, iPad-Taschen, Trinkflaschen, Sticker, Gepäckanhänger
- Kinderkollektion: T-Shirts, Hoodies, Beachwear mit pädagogischem Fokus
- Spezialprodukte: Kofferabdeckungen, Kosmetik, Taschen, personalisierbare Gepäckanhänger

Die Designs orientieren sich an der Luftfahrt und umfassen Motive von Flugzeugen, technische Darstellungen, Vintage-Designs sowie Marken wie NASA, Airbus und Boeing.

### Zielgruppe
Die Hauptzielgruppe umfasst Piloten, Flugzeugbesatzungen, Planespotter, Luftfahrtenthusiasten und Aviation-Professionals im Alter von 18 bis 45 Jahren. Das Unternehmen bedient sowohl Berufspiloten als auch Privatpiloten sowie deren Familien.

## Geschäftsentwicklung

### Partnerschaften
Im Jahr 2025 wurde SUPERSONIC Aero 4U als erstes deutsches Aviation-Fashion-Unternehmen offizieller Partner des Miles & More Vielfliegerprogramms der Lufthansa Group. Kunden sammeln bei jedem Einkauf Meilen im Verhältnis von 1 Meile pro 1 Euro Einkaufswert.

### Marktposition
Das Unternehmen positioniert sich als Anbieter nachhaltiger Aviation-Fashion mit deutschen Qualitätsstandards und bedient primär den deutschsprachigen Markt. Die Hauptvertriebsregionen sind Nordrhein-Westfalen und Bayern.

## Nachhaltigkeit und Unternehmensverantwortung
SUPERSONIC Aero 4U legt nach eigenen Angaben besonderen Wert auf Nachhaltigkeit und verwendet nachhaltige Materialien in der Produktion. Das Print-on-Demand-Verfahren soll Überproduktion und unnötige Lagerhaltung vermeiden. Das Unternehmen wirbt mit klimaneutralem Versand und fair produzierten Textilien.